# Art Bears
Art Bears – brytyjskie trio związane z rockiem awangardowym i muzyką eksperymentalną, istniejące w latach 1978–1981.

## Historia grupy
Grupa powstała podczas sesji nagraniowej awangardowego zespołu Henry Cow. Po nagraniu materiału na nowy album, powstały dwie frakcje: jedna uważała, iż album wokalno-instrumentalny nie będzie w pełni reprezentował prawdziwej muzyki Henry Cow, a frakcja druga uważała, że następny album powinien mieć charakter właśnie wokalno-instrumentalny. W wyniku kompromisu trójka muzyków: wokalistka Dagmar Krause, multiinstrumentalista Fred Frith i multiinstrumentalista Chris Cutler dograli jeszcze cztery utwory do posiadanego materiału, nazwali się Art Bears i pod tym szyldem wydali swój pierwszy album Hopes and Fears. Materiał instrumentalny ukazał się na ostatniej płycie Henry Cow Western Culture.
W grudniu 1978 r. trio wstąpiło do organizacji Rock in Opposition (RIO).
Wiosną 1979 r. Art Bears rozpoczęli próby w Cold Storage Recording Studios w Brixton w Londynie przed zaplanowanym na kwiecień i maj tournée po Europie. Rozpoczęło się ono pod koniec kwietnia we Włoszech; grupa wykonała dwanaście koncertów w takich krajach jak Włochy, Francja, Belgia i Czechosłowacja. Tournée połączone było z Festiwalem RIO 1 maja w Mediolanie. W Pradze koncert odbył się w ramach 8 Praskich Dni Jazzowych. Trio wspomagało dwóch muzyków: gitarzysta i gitarzysta basowy Peter Blegvad z Henry Cow i Slapp Happy oraz klawiszowiec i klarnecista Marc Hollander z grupy Aksak Maboul. Nad dźwiękiem czuwała E. M. Thomas, która zaprojektowała także okładki do wszystkich albumów tria. Scenografię zaprojektował i czuwał nad oświetleniem koncertów Graham Keatley.
W 1979 r. zespół nagrał i wydał drugi album Winter Songs
W 1981 ukazał się trzeci i ostatni album tria The World as It Is Today.
W październiku 1981 r. grupa rozwiązała się.
Fred Frith przeprowadził się do Nowego Jorku, gdzie stał się jednym z czołowych przedstawicieli ruchu New York Downtown Jazz Scene.
Dagmar Krause i Chris Cutler współpracowali ze sobą jeszcze dwukrotnie: najpierw w grupie News from Babel oraz na albumie sygnowanym przez Chrisa Cutlera i Lutza Glandiena Domestic Stories (1991 i 1992).

## Charakterystyka grupy
Teksty zespołu, których autorem był Chris Cutler, były związane z ideami socjalistycznymi. Kontynuowali więc tradycje grupy Henry Cow.
Muzyka komponowana przez Freda Fritha była w porównaniu z muzyką Henry Cow bardziej zwarta i mniej zależna od improwizacji. Utwory są zdecydowanie krótsze. Fred Frith tak napisał The Art Bears reprezentują dla mnie wielki krok naprzód jako kompozytora, zasadniczo dlatego, iż powróciłem do tego, co intuicyjnie czułem, że jest mi bliskie – do piosenek – i pozwoliło mi to skupić się kreatywnie na jednym, co rzadko udawało się w Henry Cow, z wyjątkiem, być może, drugiej strony Unrest.
Utwory na wszystkich albumach mają charakter poważny, smutny, trudny i idiosynkratyczny.

## Muzycy
- Dagmar Krause: wokal
- Fred Frith: gitary, instrumenty klawiszowe, skrzypce, altówka, harmonium, ksylofon, gitara basowa
- Chris Cutler: perkusja, zelektryfikowana perkusja, instrumenty perkusyjne

## Dyskografia
- Albumy

1. Hopes and Fears (1978)
2. Winter Songs (1979)
3. The World as It Is Today (1981)
4. The Art Box (6 dysków) (2003)
5. The Art Bears Revisited (2003) (2 dyski z remiksami)

- Albumy typu bootleg

1. A Song About Love (2001?) (z koncertów w Irlandii i we Włoszech w maju 1979 r.)

- Single

1. Rats & Monkeys / Collapse (1979)
2. Coda to Man and Boy (1981) (był dokładany za darmo subskrybentom The World as It Is Today)
3. All Hail (1982) (flexi single)